# Glikogenoliza
Glikogenoliza (Glikogenliza) je konverzija glikogenskih polimera u glukozne monomere. Glikogen se kataboliše uklanjanjem glukoznih monomera putem odvajanja sa neorganskim fosfatom čime se formira glukoza-1-fosfat. Ovaj derivat glukoze se zatim konvertuje do glukoze-6-fosfata, koji je intermedijar u glikolizi. 
Hormoni glukagon i epinefrin stimulišu glikogenolizu.

## Funkcija
Glikogenoliza se odvija u mišićima i jetri, gde je glikogen uskladišten, kao hormonski respons na epinefrin (npr., adrenergička stimulacija) i/ili glukagon, pankreasni peptid koji podstiču niske koncentracije glukoze u krvi.
- hepatičke ćelije mogu da konzumiraju glukozu-6-fosfat u glikolizi ili da odstrane fosfatnu grupu koristeći enzim glukoza-6-fosfataza, čime oslobađaju slobodnu glukozu u krvotok, koji zatim koriste druge ćelije.
- Mišićne ćelije ljudi ne poseduju glukoza-6-fosfatazu, i stoga ne oslobađaju glukozu, nego koriste glukozu-6-fosfat u glikolizi.

## Klinički značaj
Parenteralna (intravenozna) administracija glukagona je česta medicinska intervencija kod dijabetičkih hitnih slučajeva kad se šećer ne može uneti oralno. On se takođe može koristi intramaskularno.

## Spoljašnje veze
- Hemijska logika degradacije glikogena
- Glycogenolysis на 